# 索蘇斯鹽沼
索蘇斯鹽沼（英語：Sossusvlei）是位於纳米比亚納米布沙漠納米布-諾克盧福國家公園的一個鹽盤旱湖，距離纳米比亚首都温得和克约500公里。它是納米比亞最受歡迎的景點之一。

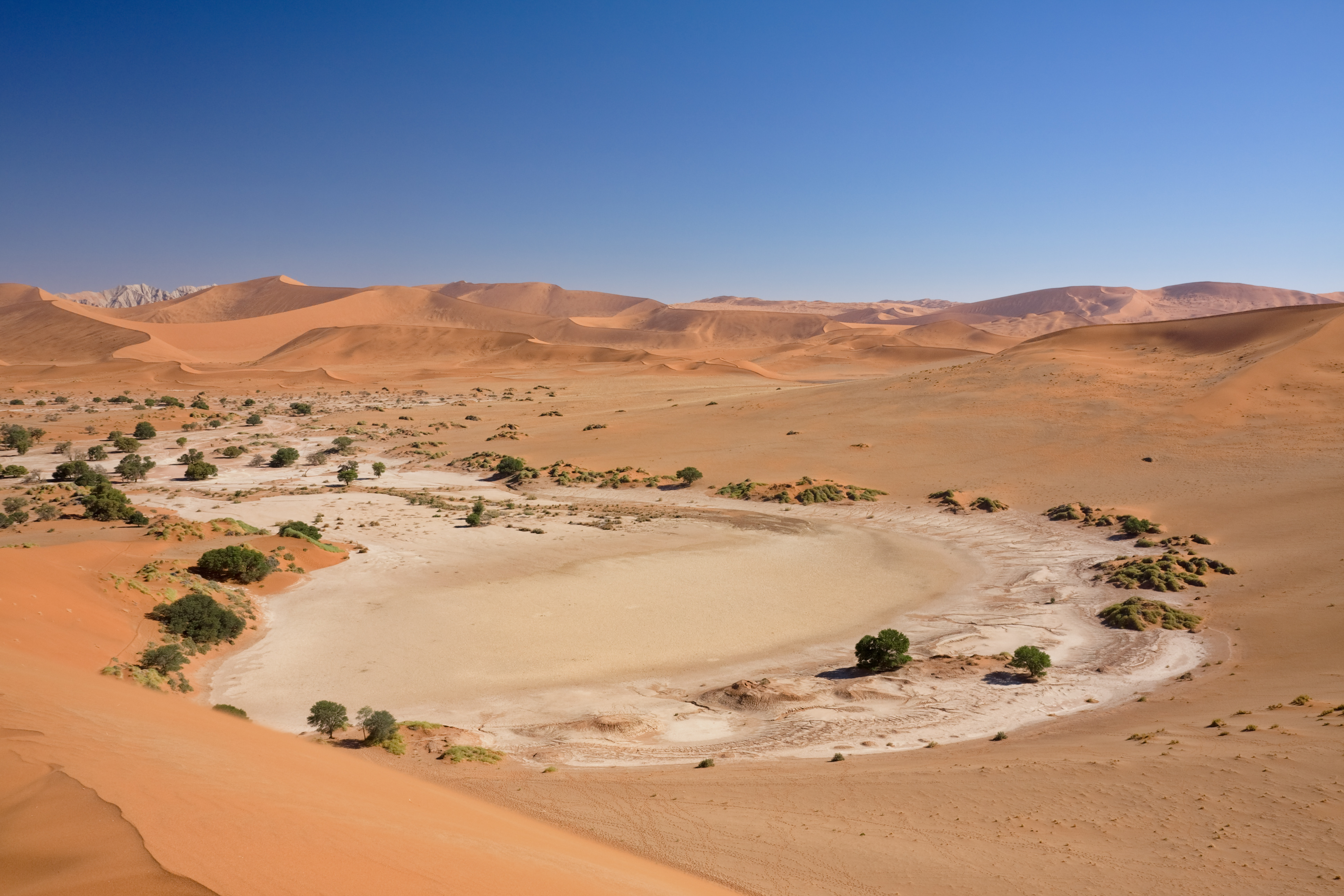
索蘇斯鹽沼

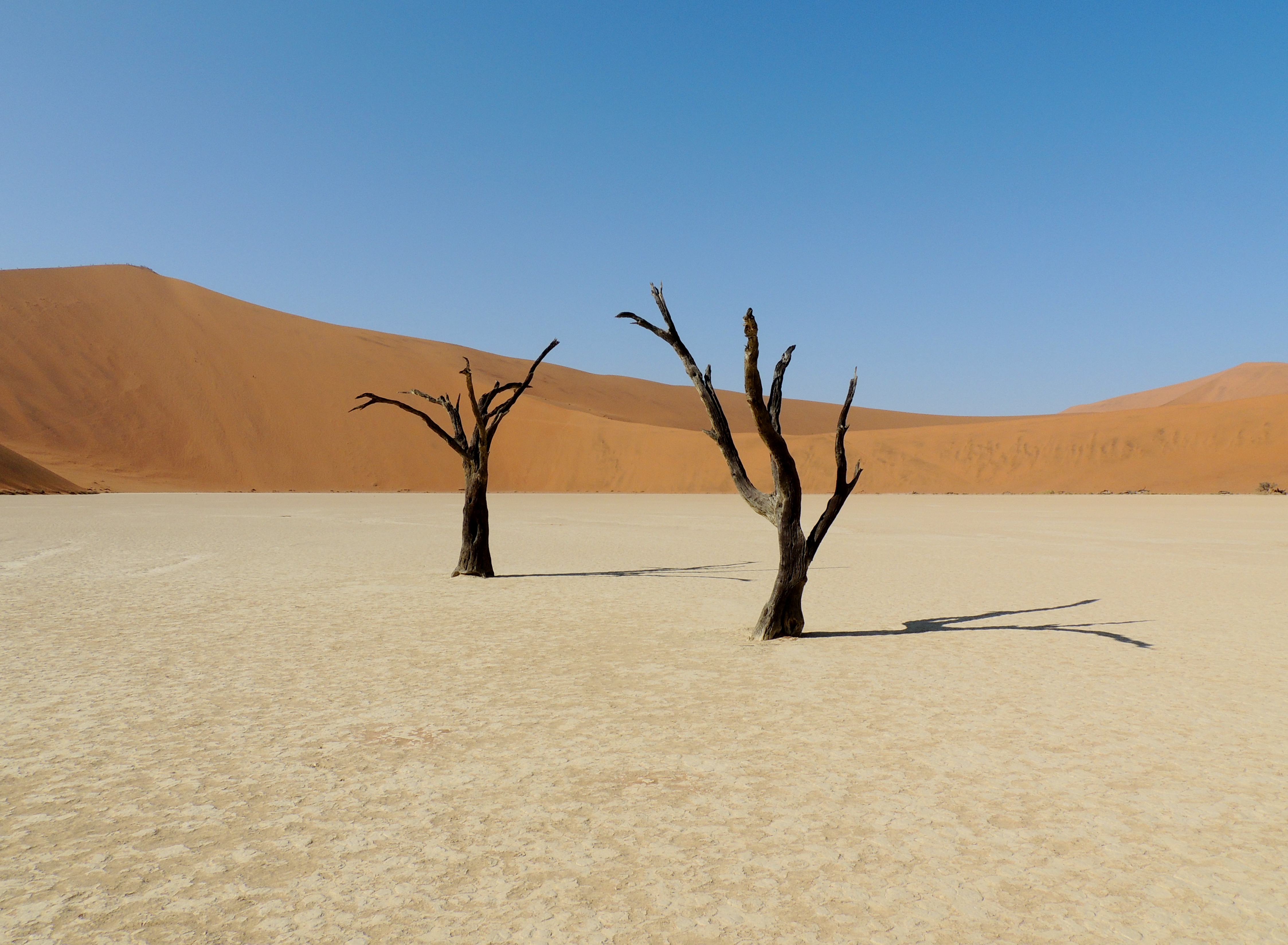
附近處死湖的兩棵枯樹

## 備註
1. ↑  . Atlasobscura.com.   [2012-12-26]. （原始内容存档于2012-11-21）.
2. ↑  新華網. . （原始内容存档于2020-07-11）.
3. ↑  . Sossusvlei.   [2012-12-26]. （原始内容存档于2020-10-19）.